# Enes Rujović
Enes Rujović slovenski nogometaš, * 29. maj 1989, Ljubljana. 

## Življenjepis
Rujović prihaja iz Ljubljane. Nogomet je začel igrati leta 1996 za ljubljanski  Interblock. Igra na položaju ofenzivnega vezista, a se znajde tudi na drugih položajih v zvezni vrsti. Doslej je igral za osem različnih klubov od tega tudi na tujem in sicer na Cipru in v Grčiji. Od konca junija 2015 pa je član  NK Krško, ki  igra v slovenski prvi ligi. Odigral pa je tudi tri tekme za Slovensko reprezentanco do 21 leta. Svoj debitantski nastop je imel 11.avgusta 2009 na Stadionu ob jezeru v Velenju  proti BiH U21 .  Med slovensko elito (1 SNL) je igral za Ljubljanska kluba Interblock ter Olimpija in zbral 77 nastopov na katerih je dal 6 golov.

## Klubska kariera
| Sezona    | Klub           | Država    | Liga | Nastopov | Golov |
| --------- | -------------- | --------- | ---- | -------- | ----- |
| 2007-2009 | Interblock     | Slovenija | I    | 15       | 0     |
| 2008-2009 | Ivančna Gorica | Slovenija | II   | 14       | 5     |
| 2009-2012 | Olimpija       | Slovenija | I    | 68       | 7     |
| 2011-2012 | Triglav Kranj  | Slovenija | I    | 1        | 0     |
| 2012      | Krka           | Slovenija | II   | 15       | 8     |
| 2013-2014 | Nea Salamina   | Ciper     | I    | 6        | 1     |
| 2014      | Zakynthos      | Grčija    | II   | 5        | 1     |
| 2015      | Šenčur         | Slovenija | II   | 12       | 7     |
| 2015-     | Krško          | Slovenija | I    | 4        | 1     |